# 마이아 (가수)
마이아(Mýa, 1979년 10월 10일 ~ )는 미국의 싱어송라이터이다.